# Cloudcroft
Cloudcroft ist eine Stadt im Otero County im US-Bundesstaat New Mexico in den Vereinigten Staaten mit 750 Einwohnern (Stand: Volkszählung 2020).

## Geografie
Die Stadt liegt im mittleren Norden des Countys, im Süden von New Mexico, ist im Süden etwa 230 km von Texas entfernt und hat eine Gesamtfläche von 3,9 km² ohne nennenswerte Wasserfläche.

## Geschichte
1898 erreichte eine Bahnlinie der El Paso and Northeastern Railroad den neu gegründeten Ort Alamogordo und es wurde geplant, die Strecke weiter in Richtung Norden in das Bergbaugebiet bei White Oaks und darüber hinaus auszudehnen. Zu diesem Zweck wurde die Gegend der Sacramento Mountains, aus denen zugleich das nötige Bauholz gewonnen werden konnte, begutachtet und das Vorhaben als realisierbar erachtet. Im Juni 1899 wurde entlang der geplanten Strecke der Ort Cloudcroft errichtet; man ging davon aus, dass aufgrund der landschaftlich für reizvoll gehaltenen Lage Touristen dorthin kommen würden. 

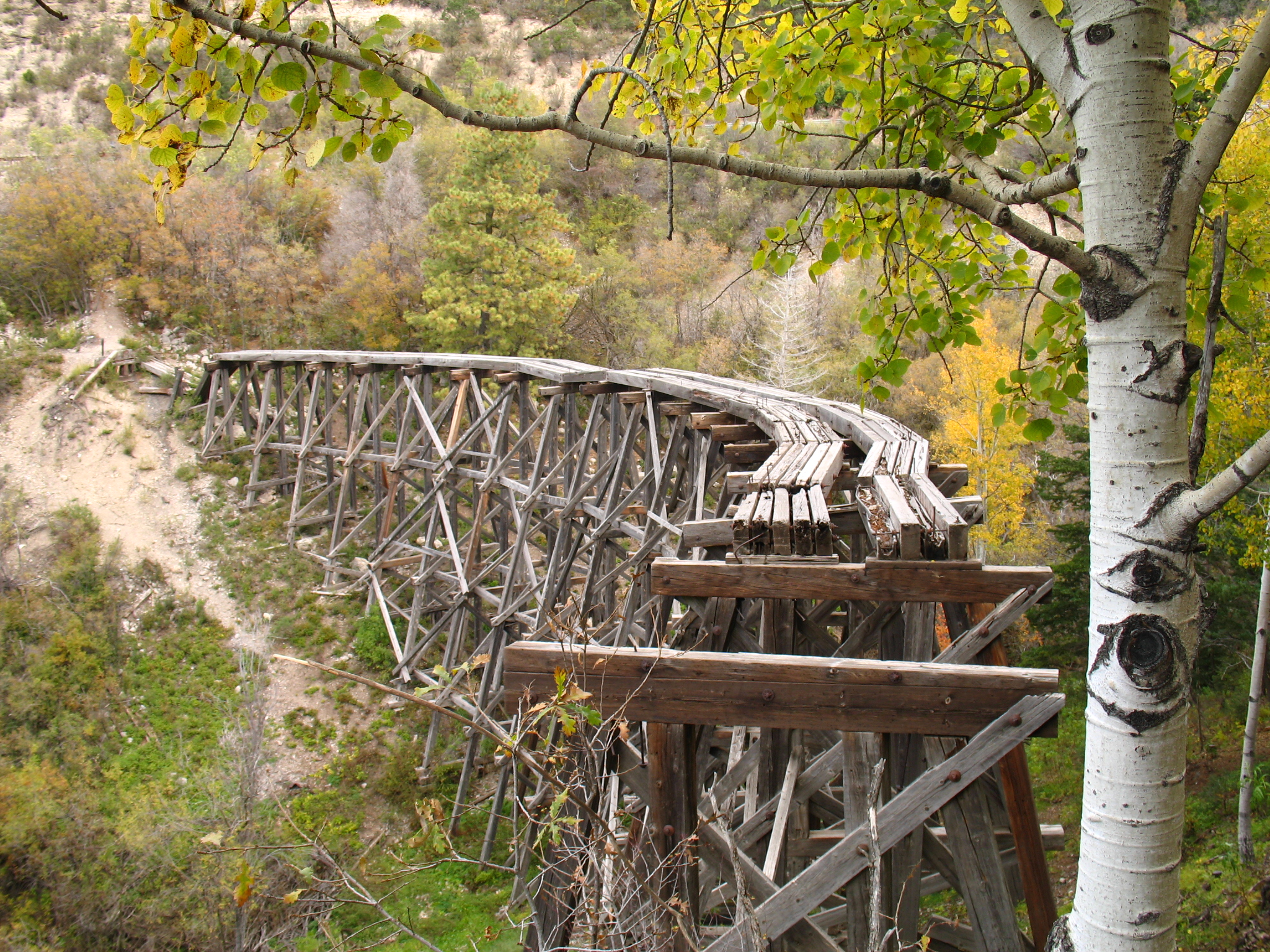
Reste der Bahnstrecke nördlich des Ortes

Im Jahr 1900 erreichte die Bahnlinie dann schließlich den Ort. Anfangs kamen täglich drei Züge an, doch mit der fortschreitenden Verbreitung von Automobilen nahm die Bedeutung der Bahnlinie ab. Der letzte Personenzug fuhr 1938, der letzte Güterzug 1947 die Strecke über Cloudcroft.
Der Ort hat sich mit den Jahren nur wenig verändert. Es gibt inzwischen mehr Zweitwohnsitze, die im Sommer genutzt werden, aber die Zahl permanenter Einwohner hat sich nicht wesentlich verändert.

## Demografische Daten
Nach der Volkszählung im Jahr 2000 lebten in Cloudcroft 749 Menschen in 320 Haushalten und 224 Familien. Die Bevölkerungsdichte betrug 193 Einwohner pro km². Ethnisch betrachtet setzte sich die Bevölkerung zusammen aus 92,7 % weißer Bevölkerung, 0,8 % amerikanischen Ureinwohnern, 0,5 % Asiaten und 3,5 % aus anderen ethnischen Gruppen.
Von den 320 Haushalten hatten 29,7 % Kinder und Jugendliche unter 18 Jahre, die bei ihnen lebten. 58,1 % waren verheiratete, zusammenlebende Paare, 7,8 % waren allein erziehende Mütter und 30,0 % waren keine Familien; 26,3 % bestanden aus Singlehaushalten und in 8,4 % lebten Menschen im Alter von 65 Jahren oder darüber. Die Durchschnittshaushaltsgröße betrug 2,34 und die durchschnittliche Familiengröße lag bei 2,82 Personen.
Auf den gesamten Ort bezogen setzte sich die Bevölkerung zusammen aus 24,3 % Einwohnern unter 18 Jahren, 4,5 % zwischen 18 und 24 Jahren, 24,4 % zwischen 25 und 44 Jahren, 31,4 % zwischen 45 und 64 Jahren und 15,4 % waren 65 Jahre alt oder darüber. Das Durchschnittsalter betrug 43 Jahre. Auf 100 weibliche Personen kamen 98,1 männliche Personen. Auf 100 Frauen im Alter von 18 Jahren oder darüber kamen statistisch 96,2 Männer.
Das jährliche Durchschnittseinkommen eines Haushalts betrug 40.795 USD, das Durchschnittseinkommen der Familien betrug 52.292 USD. Männer hatten ein Durchschnittseinkommen von 40.750 USD, Frauen 27.083 USD. Das Prokopfeinkommen betrug 21.301 USD. 8,7 % der Familien und 9,9 % der Bevölkerung lebten unterhalb der Armutsgrenze.

## Söhne und Töchter der Stadt
- Ronny Cox (* 1938), Schauspieler und Sänger